# Серравалле-ди-Кьенти
Серравалле-ди-Кьенти (итал. Serravalle di Chienti) — коммуна в Италии, располагается в регионе Марке, в провинции Мачерата.
Население составляет 1151 человек (2008 г.), плотность населения составляет 12 чел./км². Занимает площадь 96 км². Почтовый индекс — 62038. Телефонный код — 0737.
Покровительницей коммуны почитается святая Лючия, празднование 13 декабря.

## Демография
Динамика населения:

## Администрация коммуны
- Официальный сайт: http://www.serravalle.sinp.net/